# Hannah Blythyn
Hannah Blythyn (17 aprile 1979) è una politica gallese del Partito Laburista gallese, deputato per il collegio di Delyn nel Parlamento omonimo.

## Carriera politica
Blythyn è stata scelta come candidata del Partito Laburista gallese per il collegio elettorale di Delyn per le elezioni per l'Assemblea nazionale per il Galles del 2016. Il 5 maggio 2016 è stata eletta membro dell'Assemblea; ha ricevuto 9.480 dei 23.159 voti espressi (40,9%).
Blythyn è un ex copresidente dei Laburisti LGBT.

## Vita privata
Blythyn è lesbica. È diventata uno dei primi tre membri apertamente gay dell'Assemblea gallese alla sua elezione nel 2016. Ha partecipato alla Pinc List del 2017 delle figure emergenti LGBT gallesi.